# Frànçois and The Atlas Mountains
Frànçois and The Atlas Mountains est un groupe de musique pop franco-britannique, originaire de Bristol, en Angleterre, Royaume-Uni. En parallèle à leurs sorties, le leader de la formation, le Français François Marry, sort plusieurs disques solo, et réalise également des aquarelles, des dessins et des clips d'animations.
À l'automne 2011, le groupe sort un single intitulé Piscine sur le label anglais Domino Records. L'album E Volo Love sort au début de l'année 2012, suivi de Piano ombre en 2014. L'Homme tranquille qui sort en 2015 est un EP enregistré lors d'une tournée en Afrique.

## Biographie

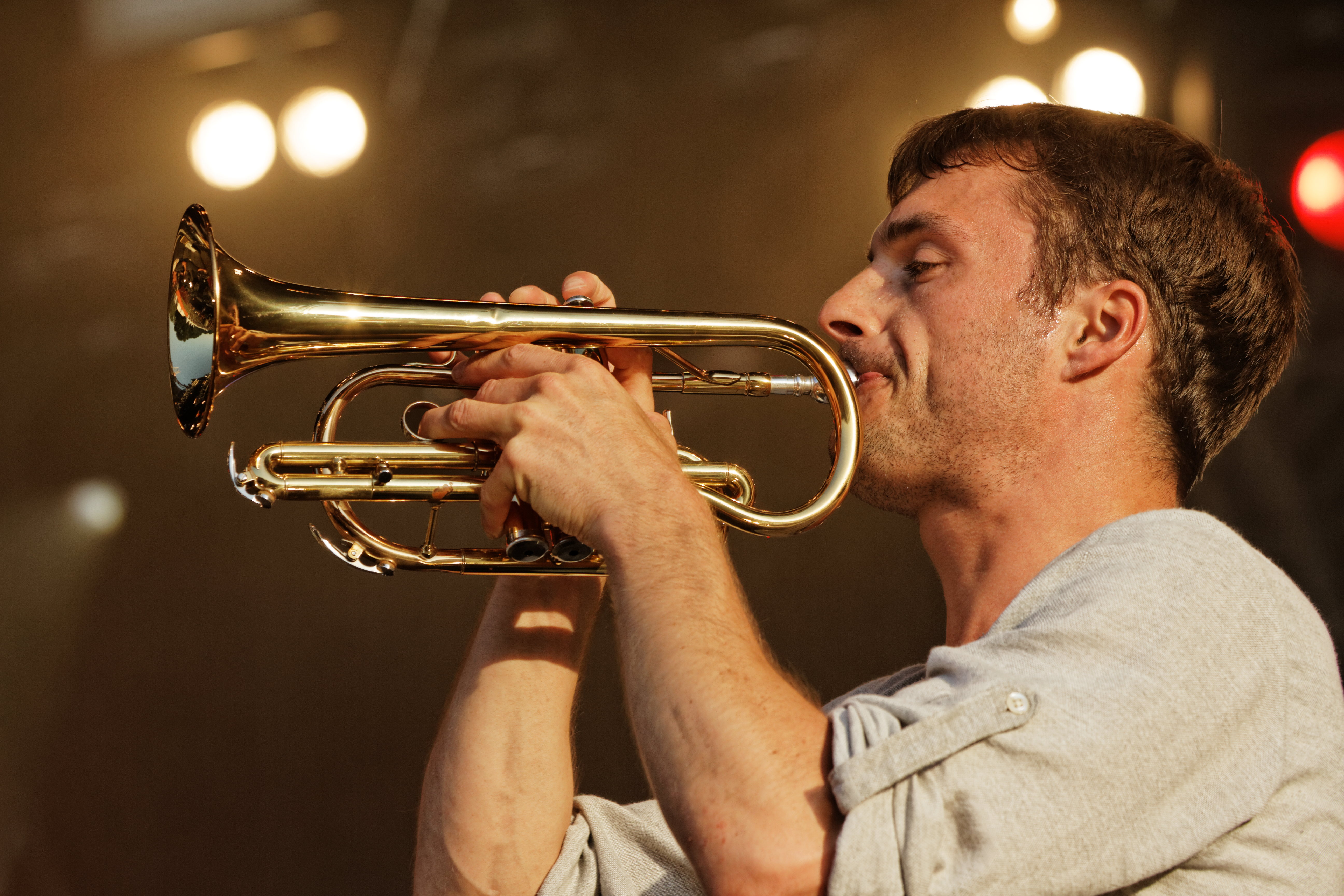
François Marry au cornet à pistons lors du concert du groupe au festival des Vieilles Charrues 2014.

François Marry, leader du groupe, originaire de Saintes en Charente-Maritime, est musicien, chanteur, auteur-compositeur, passionné de peinture (notamment de Peter Doig) et peintre. Après avoir côtoyé jeune des groupes de grunge, il part s'installer en 2003 à Bristol, en Angleterre. François Marry y est assistant de français. En parallèle, il enregistre seul, donnant ainsi naissance en 2004 à son album solo Les Anciennes falaises. Il joue dans les pubs de Bristol avec des musiciens locaux, puis forme le groupe The Atlas Mountains. L'album The People to Forget, aux engagements poétiques, sort deux ans plus tard, en 2005, au label Stitch-Stitch.
En 2009, le groupe publie l'album Plaine inondable, au label Talitres, qui est bien accueilli par la presse, notamment par le média The Scotsman où il reçoit quatre étoiles sur cinq.

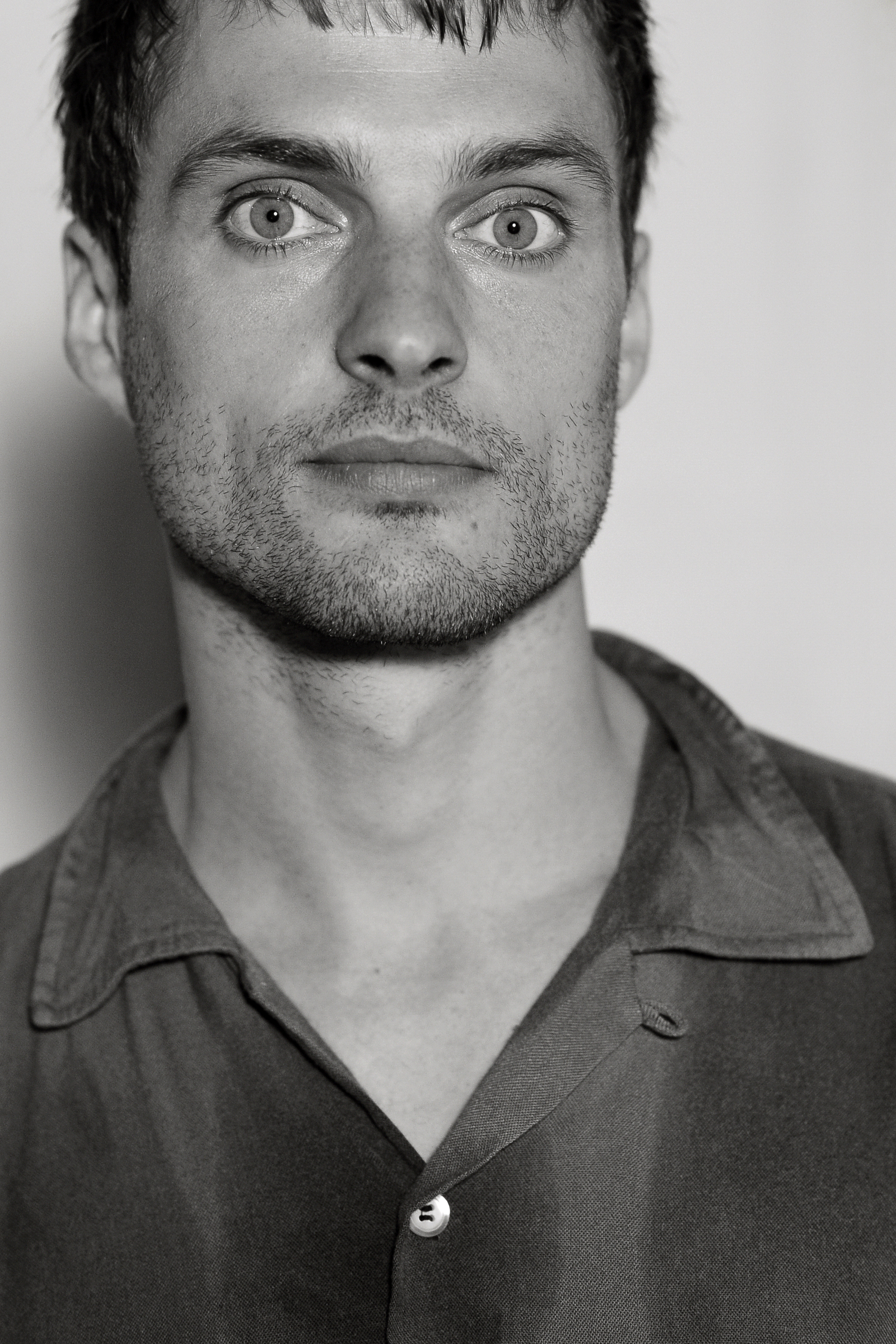
Portrait photo après concert de François Marry, Frànçois and The Atlas Mountains, 2012

À partir de 2011, le quatuor se compose de Gérard Black (Babe) et Pierre Loustaunau (Petit Fantôme) aux claviers, d'Amaury Ranger (Archipel) à la basse et aux percussions. Ils sont bientôt rejoints par Jean Thevenin (Jaune) à la batterie. En France, le groupe participe à de nombreux festivals comme les Francofolies, Rock en Seine ou le Printemps de Bourges. Toujours en 2011, le groupe sort E Volo Love sous le label anglais Domino Records, une vraie reconnaissance après avoir passé quelques années sur son précédent label, Talitres,,. L'album reçoit une note de 7/10 par le NME. Frànçois and the Atlas Mountains est la première signature française de cette « écurie » anglaise, qui compte notamment dans ses rangs Arctic Monkeys, The Kills, Bonnie Prince Billy ou encore Franz Ferdinand.
Le groupe sort l'album Banane bleue en 2021, qui a été enregistré entre Berlin, Athènes et Paris.

## Influences
Les créations de Frànçois and The Atlas Mountains bénéficient sans doute de l'influence du Nantais Dominique A. Le leader, François Marry, aime citer également les Talking Heads, Lizzy Mercier Descloux, Arthur Russell, Ali Farka Toure ou bien encore Pierre Bastien .
Dans une interview avec RFI Musique en 2021, Frànçois explique : « Je suis le fruit de mon époque par mon style, mes références, et le fait de pouvoir être intermittent du spectacle m'apporte aussi un rythme de vie et de création qui reflète la création en France, dans une époque connectée, qui s'entend aussi sur les formats des morceaux. Mais je pense que tout ça se lira à postériori… si tant est que ma musique soit encore écoutée ».

## Membres
- François Marry — chant, guitare
- Amaury Ranger — percussions, basse
- Jean Thevenin — batterie
- Pierre Loustaunau — claviers, chant, guitare
- Gérard Black — claviers, chant